# Ceraclea cancellata
Ceraclea cancellata là một loài Trichoptera trong họ Leptoceridae. Chúng phân bố ở miền Tân bắc.